# Mogens Brandstrup
Mogens Brandstrup (født 1943 i Aarhus, Danmark) er en dansk pensionist og den ældste vinder nogensinde af Robinson Ekspeditionen 2005, og han omtales som en populær vinder og ikke mindst beskrives hans præstation som 'sejt' i en konkurrence, der i meget høj grad har været fysisk. Han er også tidligere selvstændig og top-bordtennisspiller og har trænet OL-bronzevinder Finn Tugwell.

## Robinson Ekspeditionen 2005
I Robinson Ekspeditionen 2005 hvor et jydehold kæmpede mod et københavnerhold, med ham som deltager på Jydeholdet, lykkedes det for ham at blive valgt som Holdkaptajn på Jydeholdet i starten af programmet, mens Ivan Larsen blev det på Københavnerholdet. Denne stilling gjorde dem fredede, så de ikke kunne sendes hjem før sammenlægningen og de skulle tage flere upopulære beslutninger om, hvem der skulle kæmpe for holdet hvornår. Det gik senere hen op for hans holdkammerater at de havde begået en fejl ved at vælge et fysisk svagt led til immunitet. Holdet har tabte nogle fysiske kappestrider, hvor Brandstrup ikke klarede sig så godt. 
Efter københavnerne tabte mod jyderne i "The Final Battle", var der i sammenlægningen hele 8 jyder (inklusive Mogens) og kun de 2 københavnere, Seckin Cem og Ivan Larsen, der kom videre. Efter sammenlægningen gjorde han sig gode venner med københavnerne og dermed blev upopulær i egen lejr. Ved at bruge sin taktik og snilde, sneg han sig ubemærket gennem ekspeditionen og deltog i plankedysten som han vandt, der skulle sikre ham en plads i finalen.
I finalen kæmpede han mod "med-jyderne" Solveig Quito og Lykke, der ligesom de øvrige deltagere var samlet på Marketenderiet i Valby, hvor Mogens var en populær vinder.
Her fik Mogens flest vinder-stemmer fra de øvrige otte, der klarede sig til sammenlægningen. 
Sidste ingrediens i finalen var en kombineret dyst og quiz på en forhindringsbane i en malaysisk fiskerlandsby midt ude i vandet. Her delte Mogens sejren med Lykke. Men hans popularitet i ørådet gjorde udslaget. Han blev en suveræn ottende Robinson-vinder.

## Luksusrejse tilGran Canaria
Da Mogens i slutningen af november vandt Robinson-Ekspeditionen erklærede han kådt, at han ville invitere alle jyderne med på en ferie. De andre skulle ha' del i den million, han lige havde vundet. Og Mogens holdt sit løfte. I starten af februar 2006, var ikke bare jyderne men også flere af københavnerne fra Robinson Ekspeditionen på en uges luksusferie på Gran Canaria. Mens gamle konflikter blussede op, forblev humøret højt – og nye venskaber så dagens lys. Konflikterne fra Malaysia blev dog genoplivet på Gran Canaria – blandt andet skændtes Lykke og Solveig Quito om banaliteter. Linette følte sig udenfor – og Henrik Fuglsang og Rie var trætte. Til gengæld kunne Mogens snakke fornuftigt med både Michelle Strøyer og Ivan Larsen, der begge var nogle af de sidste deltagere før finalen. 
Det kostede Brandstrup 50.000 kr. ud af den million han havde vundet for turen til Maspalomas på Gran Canaria og han gjorde det af den årsag af, at han mente at alle, der havde deltaget i ekspeditionen var vindere.